# Together Forever: Greatest Hits 1983–1991
Pour les articles homonymes, voir Together Forever.
Albums de Run–DMC
Back from Hell
(1990) Down with the King
(1993)
Together Forever: Greatest Hits 1983–1991 est une compilation de Run–DMC, sortie le 6 novembre 1991.
L'album s'est classé 75e au Top R&B/Hip-Hop Albums et 199e au Billboard 200.

## Liste des titres
| No  | Titre                                                       | Album original           | Durée |
| --- | ----------------------------------------------------------- | ------------------------ | ----- |
| 1.  | Sucker M.C.'s (Krush Groove 1)                              | Run–DMC                  | 3:11  |
| 2.  | Walk This Way (featuring Aerosmith)                         | Raising Hell             | 5:11  |
| 3.  | Together Forever (Krush Groove 4) (Live at Hollis Park '84) | King of Rock             | 3:34  |
| 4.  | King of Rock                                                | King of Rock             | 5:14  |
| 5.  | Run's House                                                 | Tougher Than Leather     | 3:45  |
| 6.  | It's Tricky                                                 | Raising Hell             | 3:04  |
| 7.  | Pause                                                       | Back from Hell           | 4:38  |
| 8.  | You Be Illin'                                               | Raising Hell             | 3:26  |
| 9.  | My Adidas                                                   | Raising Hell             | 2:49  |
| 10. | Here We Go (Live at the Fun House)                          | Run–DMC                  | 4:06  |
| 11. | Rock Box                                                    | Run–DMC                  | 5:32  |
| 12. | The Ave.                                                    | Back from Hell           | 4:06  |
| 13. | Hard Times                                                  | Run–DMC                  | 3:53  |
| 14. | Beats to the Rhyme                                          | Tougher Than Leather     | 2:42  |
| 15. | Jam-Master Jay                                              | Run–DMC                  | 3:12  |
| 16. | Peter Piper                                                 | Raising Hell             | 3:23  |
| 17. | It's Like That                                              | Run–DMC                  | 4:51  |
| 18. | Christmas in Hollis                                         | A Very Special Christmas | 2:57  |